# Stazione di Polistena
Stazione di Polistena vasútállomás Olaszországban, Polistena településen.

## Vasútvonalak
Az állomást az alábbi vasútvonalak érintik:
- Gioia Tauro-Cinquefrondi-vasútvonal

## Kapcsolódó állomások
A vasútállomáshoz az alábbi állomások vannak a legközelebb: